# Tom Selleck
Thomas William Selleck (Detroit, Michigan, 1945. január 29. –) Golden Globe- és Primetime Emmy-díjas amerikai színész, producer, forgatókönyvíró. Leghíresebb szerepe Thomas Magnum a Magnum című televíziós sorozatban.

## Életrajz
Detroitban született 1945-ben. Négyéves volt, amikor családja Kaliforniába, Los Angeles közelébe költözött. Apja ingatlanügynökként dolgozott és a család – Selleck visszaemlékezése szerint – meglehetősen bizonytalan anyagi körülmények között, de határozott értékrend szerint élt. A jó testfelépítésű fiú a sportnak élt. Mivel a középiskolában kosárlabdában és baseballban is tehetségesnek bizonyult sportösztöndíjat ajánlottak neki a Montanai Állami Egyetemen, ő azonban nem élt a lehetőséggel, mivel a Dél-kaliforniai Egyetemre (USC) szeretett volna bejutni. Az egyetemre ugyan felvették, de ösztöndíjat nem kapott, családja pedig nem tudta finanszírozni Selleck tanulmányait, ezért a Valley Junior College-ban kezdett tanulni, mellette pedig egy ruhaboltban dolgozott. Végül első évesként sikerült bejutnia az USC-re, ahol üzleti diplomát szerzett. Utolsó egyetemi évében évfolyamtársai rábeszélték, hogy jelentkezzen egy népszerű televíziós show-műsorba, a „The Dating Game”-be. Itt ajánlatot kapott egy Pepsi reklámba, ahova épp olyan színészt kerestek, aki tud kosárlabdázni, innen pedig meghívást kapott a 20th Century Fox tehetségprogramjába. Az egyetem befejeztével megkapta behívóját a katonai alkalmassági vizsgálatra, majd ezt követően jelentkezett a Nemzeti Gárdába. 1967 és 1973 között az amerikai hadseregben szolgált. Két évvel szolgálatának megkezdése után a Fox szerződést bontott vele. Miután leszerelt egy ruhaboltban kezdett dolgozni, mellette pedig színészképzésre járt. Reklámfilmekben játszott és lehetőséget kapott sorozatokban is, ám azok rendre elbuktak a próbaepizód leforgatása után.
Színészi karrierje nem indult be. Ekkor már 30-as éveiben járt, időközben megnősült, feleségével közösen nevelték annak fiát. Úgy tűnt tehát, hogy fel kell adnia színészi terveit és más foglalkozás után kell nézni. Ekkor azonban felkérést kapott egy új próbaepizód leforgatására, ami a Magnum P. I. című televíziós sorozathoz készült. Ez a sorozat meghozta Sellecknek a sikert: 1980 és 1988 között 162 epizódot forgattak le belőle. A szerződést öt évre kötötte a CBS-szel, és ez megakadályozta abban, hogy elfogadja Az elveszett frigyláda fosztogatói főszerepének elfogadását, Indiana Jones szerepének eljátszását. Ez után csak 1987-ben, a Három férfi és egy bébi című filmmel jutott el a mozifilmekig.

## Filmográfia

### Film
| Év   | Magyar cím                   | Eredeti cím                         | Szerep                         | Magyar hang    |
| ---- | ---------------------------- | ----------------------------------- | ------------------------------ | -------------- |
| 1970 |                              | Myra Breckinridge                   | Stud                           |                |
| 1971 |                              | The Seven Minutes                   | Phil Sanford                   |                |
| 1972 |                              | Daughters of Satan                  | James Robertson                |                |
| 1973 |                              | Terminal Island                     | Dr. Milford                    |                |
| 1976 | A Midway-i csata             | Midway                              | Cyril Simard százados segédje  |                |
| 1977 |                              | The Washington Affair               | Jim Hawley                     |                |
| 1978 | Kóma                         | Coma                                | Sean Murphy                    |                |
| 1983 | Kínai kaland                 | High Road to China                  | Patrick O' Malley              | Sörös Sándor   |
| 1984 | Lassiter                     | Lassiter                            | Nick Lassiter                  | Vass Gábor     |
| 1984 | Gyilkos robotok              | Runaway                             | Jack R. Ramsay őrmester        | Sörös Sándor   |
| 1987 | Három férfi és egy bébi      | Three Men and a Baby                | Peter Mitchell                 | Tordy Géza     |
| 1989 | Bibis alibi                  | Her Alibi                           | Phil Blackwood                 | Nagy Gábor     |
| 1989 | Bibis alibi                  | Her Alibi                           | Phil Blackwood                 | Sörös Sándor   |
| 1989 | Egy ártatlan ember           | An Innocent Man                     | Jimmie Rainwood                | Kovács István  |
| 1990 | A Winchester mestere         | Quigley Down Under                  | Matthew Quigley                | Gáti Oszkár    |
| 1990 | A Winchester mestere         | Quigley Down Under                  | Matthew Quigley                | Bolla Róbert   |
| 1990 | Három férfi és egy kis hölgy | Three Men and a Little Lady         | Peter Mitchell                 | Reviczky Gábor |
| 1992 | Dilis bagázs                 | Folks!                              | Jon Aldrich                    | Dörner György  |
| 1992 | Kolumbusz, a felfedező       | Christopher Columbus: The Discovery | II. Ferdinánd aragóniai király | Csernák János  |
| 1992 | Mr. Baseball                 | Mr. Baseball                        | Jack Elliot                    | Szersén Gyula  |
| 1992 | Mr. Baseball                 | Mr. Baseball                        | Jack Elliot                    | Sörös Sándor   |
| 1995 | Káosz TV                     | Open Season                         | Rock Maninoff                  | Sörös Sándor   |
| 1996 |                              | Kids for Character: Choices Count   | önmaga (házigazda)             |                |
| 1996 |                              | The Magic of Flight                 | dokumentumfilm narrátora       |                |
| 1997 | A boldogító nem              | In & Out                            | Peter Malloy                   | Csernák János  |
| 1999 | A szerelmes levél            | The Love Letter                     | George Matthias                | Sörös Sándor   |
| 2007 | A Robinson család titka      | Meet the Robinsons                  | Cornelius Robinson (hangja)    | Széles Tamás   |
| 2010 | Bérgyilkosék                 | Killers                             | Mr. Kornfeldt                  | Sörös Sándor   |

### Televízió

#### Tévéfilm
| Év   | Magyar cím                                | Eredeti cím                                                  | Szerep                              | Magyar hang       |
| ---- | ----------------------------------------- | ------------------------------------------------------------ | ----------------------------------- | ----------------- |
| 1970 | Mozigyilkos                               | The Movie Murderer                                           | Mike Beaudine                       |                   |
| 1974 |                                           | Shadow of Fear                                               | Mark Brolin                         |                   |
| 1974 |                                           | A Case of Rape                                               | Stan                                |                   |
| 1975 |                                           | Returning Home                                               | Fred Derry                          |                   |
| 1977 |                                           | Bunco                                                        | Gordean                             |                   |
| 1978 |                                           | Superdome                                                    | Jim McCauley                        |                   |
| 1978 |                                           | The Gypsy Warriors                                           | Theodore 'Ted' Brinkenhoff százados |                   |
| 1979 |                                           | The Chinese Typewriter                                       | Tom Boston                          |                   |
| 1979 | Hobók életveszélyben                      | Concrete Cowboys                                             | Will Eubanks                        | Balázsi Gyula     |
| 1981 |                                           | Christmas in Hawaii                                          | önmaga                              |                   |
| 1982 | Az árnyéklovasok                          | The Shadow Riders                                            | Mac Traven                          |                   |
| 1983 |                                           | James Bond: The First 21 Years                               | önmaga                              |                   |
| 1988 |                                           | The World's Greatest Stunts: A Tribute to Hollywood Stuntmen | önmaga                              |                   |
| 1991 |                                           | Silverfox                                                    | nem szerepel                        |                   |
| 1995 | Korrupt szentek                           | Broken Trust                                                 | Timothy Nash bíró                   | Sörös Sándor      |
| 1995 | Korrupt szentek                           | Broken Trust                                                 | Timothy Nash bíró                   | Csernák János     |
| 1996 | Ruby Jean és Joe                          | Ruby Jean and Joe                                            | Joe Wade                            |                   |
| 1996 |                                           | Way Out West                                                 | önmaga                              |                   |
| 1997 |                                           | Big Guns Talk: The Story of the Western                      | önmaga                              |                   |
| 1997 | Végállomás a Saber folyónál               | Last Stand at Saber River                                    | Paul Cable                          | Sörös Sándor      |
| 2000 | Nehéz választás                           | Running Mates                                                | James Reynolds Pryce kormányzó      |                   |
| 2001 | Lángoló préri                             | Crossfire Trail                                              | Rafael "Rafe" Covington             | Sörös Sándor      |
| 2003 |                                           | Touch ’Em All McCall                                         | Touch McCall                        |                   |
| 2003 | Monte Walsh: Az utolsó cowboy             | Monte Walsh                                                  | Monte Walsh                         | Sörös Sándor      |
| 2003 | Monte Walsh: Az utolsó cowboy             | Monte Walsh                                                  | Monte Walsh                         | Rosta Sándor      |
| 2003 | A javulás útja                            | Twelve Mile Road                                             | Stephen Landis                      | Sörös Sándor      |
| 2003 |                                           | Time Machine: When Cowboys Were King                         | önmaga                              |                   |
| 2004 | Ártatlan bűnös                            | Reversible Errors                                            | Larry Starczek                      | Csernák János     |
| 2004 | Ártatlan bűnös                            | Reversible Errors                                            | Larry Starczek                      | Haás Vander Péter |
| 2004 | A normandiai partraszálláshoz vezető út   | Ike: Countdown to D-Day                                      | Dwight D. Eisenhower tábornok       | Kárpáti Tibor     |
| 2005 | Gyilkos húzások                           | Stone Cold                                                   | Jesse Stone                         | Sörös Sándor      |
| 2006 | Jesse Stone: Szükségtelen gyilkosság      | Jesse Stone: Night Passage                                   | Jesse Stone                         | Sörös Sándor      |
| 2006 | Jesse Stone: Holttest a tóban             | Jesse Stone: Death in Paradise                               | Jesse Stone                         | Sörös Sándor      |
| 2007 | Jesse Stone: Rejtélyes bankrablás         | Jesse Stone: Sea Change                                      | Jesse Stone                         | Sörös Sándor      |
| 2009 | Jesse Stone: Vékony jégen                 | Jesse Stone: Thin Ice                                        | Jesse Stone                         | Sörös Sándor      |
| 2010 | Jesse Stone: A maffiafőnök nyomában       | Jesse Stone: No Remorse                                      | Jesse Stone                         | Sörös Sándor      |
| 2011 | Jesse Stone: Elveszett ártatlanok         | Jesse Stone: Innocents Lost                                  | Jesse Stone                         | Sörös Sándor      |
| 2012 | Jesse Stone: Az ártatlanság vélelme       | Jesse Stone: Benefit of the Doubt                            | Jesse Stone                         | Sörös Sándor      |
| 2015 | Jesse Stone: A bostoni hasfelmetsző esete | Jesse Stone: Lost in Paradise                                | Jesse Stone                         | Sörös Sándor      |

#### Sorozat
| Év        | Magyar cím                   | Eredeti cím                  | Szerep                             | Megjegyzések                                                                |
| --------- | ---------------------------- | ---------------------------- | ---------------------------------- | --------------------------------------------------------------------------- |
| 1974–1975 |                              | Marcus Welby, M.D.           | Rogers hadnagy / Ed Brock őrmester | 2 epizód                                                                    |
| 1974–2005 | Nyughatatlan fiatalok        | The Young and the Restless   | Jed Andrews                        | ismeretlen epizódok                                                         |
| 1975      | San Francisco utcáin         | The Streets of San Francisco | Jimmy Desco                        | 1 epizód                                                                    |
| 1976      | Charlie angyalai             | Charlie's Angels             | Dr. Alan Samuelson                 | 1 epizód                                                                    |
| 1978      | Taxi                         | Taxi                         | Mike Beldon                        | 1 epizód                                                                    |
| 1978–1979 | Rockford nyomoz              | The Rockford Files           | Lance White magánnyomozó           | 2 epizód                                                                    |
| 1980−1988 | Magnum                       | Magnum, P.I.                 | Thomas Sullivan Magnum IV          | - főszereplő (158 epizód) - vezető producer - magyar hangja: - Sörös Sándor |
| 1986      | Gyilkos sorok                | Murder, She Wrote            | Thomas Sullivan Magnum IV          | 1 epizód                                                                    |
| 1996−2000 | Jóbarátok                    | Friends                      | Dr. Richard Burke                  | 10 epizód                                                                   |
| 1998      |                              | The Closer                   | Jack Mclaren                       | 10 epizód vezető producer                                                   |
| 2006      | Boston Legal – Jogi játszmák | Boston Legal                 | Ivan Tiggs                         | 4 epizód                                                                    |
| 2007−2008 | Las Vegas                    | Las Vegas                    | A.J. Cooper                        | 19 epizód                                                                   |
| 2010−2024 | Zsaruvér                     | Blue Bloods                  | Frank Reagan                       | főszereplő vezető producer (6 epizód)                                       |
| 2014      |                              | Arnie                        | narrátor                           | 3 epizód                                                                    |
| 2021      | Jóbarátok: Újra együtt       | Friends: The Reunion         | önmaga                             | - különkiadás - magyar hangja: - Sörös Sándor                               |

## Fordítás
Ez a szócikk részben vagy egészben  a   Tom Selleck című angol Wikipédia-szócikk fordításán alapul.  Az eredeti cikk szerkesztőit annak laptörténete sorolja fel. Ez a jelzés csupán a megfogalmazás eredetét és a szerzői jogokat jelzi, nem szolgál a cikkben szereplő információk forrásmegjelöléseként.